# Wild Dreams
Wild Dreams là album phòng thu thứ mười hai của ban nhạc pop Ireland Westlife. Nó được phát hành vào ngày 26 tháng 11 năm 2021 bởi East West Records, bản phát hành đầu tiên của họ bởi hãng. Đĩa đơn mở đầu là "Starlight", phát hành vào ngày 14 tháng 10 năm 2021. Đĩa đơn thứ hai, "My Hero", được phát hành vào ngày 5 tháng 11 năm 2021. Wild Dreams có sự đóng góp sáng tác của Ed Sheeran ("My Hero") và Amy Wadge ("Lifeline", "Rewind"), cùng với phần sản xuất của Jamie Scott, Rami Yacoub và Steve Mac.

## Đón nhận
| Đánh giá chuyên môn | Đánh giá chuyên môn |
| Nguồn đánh giá      | Nguồn đánh giá      |
| Nguồn               | Đánh giá            |
| ------------------- | ------------------- |
| i                   | [ 6 ]               |
| The Independent     | [ 7 ]               |
| RTÉ                 | [ 1 ]               |

## Danh sách bài hát
| Danh sách bài hát trong Wild Dreams | Danh sách bài hát trong Wild Dreams | Danh sách bài hát trong Wild Dreams                                                       | Danh sách bài hát trong Wild Dreams  | Danh sách bài hát trong Wild Dreams |
| STT                                 | Nhan đề                             | Sáng tác                                                                                  | Sản xuất                             | Thời lượng                          |
| ----------------------------------- | ----------------------------------- | ----------------------------------------------------------------------------------------- | ------------------------------------ | ----------------------------------- |
| 1.                                  | "Starlight"                         | Markus Feehily Shane Filan Tom Grennan Peter Rycroft Jamie Scott Daniel Bryer Mike Needle | Scott Lostboy                        | 3:44                                |
| 2.                                  | "Alone Together"                    | Feehily Filan Michael Pollack Gregory Hein Rami Yacoub Ilya Salmanzadeh                   | Yacoub Sly                           | 3:28                                |
| 3.                                  | "Wild Dreams"                       | Feehily Filan Richard "Liohn" Zastenker Yacoub Johannes Klahr                             | Klahr Liohn                          | 2:32                                |
| 4.                                  | "Lifeline"                          | Feehily Filan Amy Wadge                                                                   | Steve Fitzmaurice Alex Stacey        | 3:31                                |
| 5.                                  | "Alive"                             | Nicky Byrne Ryan Hennessey Jimmy Rainsford                                                | Henessey Rainsford                   | 3:31                                |
| 6.                                  | "Rewind"                            | Feehily Filan Wadge Jessica Agombar Nicholas James Gale                                   | Digital Farm Animals Stacey          | 3:48                                |
| 7.                                  | "Do You Ever Think of Me"           | Alexander Ryberg Cassandra Stroberg Niklas Carson Mattsson                                | Per Magnusson David Kreuger Mattsson | 3:25                                |
| 8.                                  | "My Hero"                           | Ed Sheeran Wayne Hector Steve Mac                                                         | Mac                                  | 3:16                                |
| 9.                                  | "End of Time"                       | Philip Magee Stephen Garrigan Cian MacSweeny                                              | Saints + Sinners                     | 3:16                                |
| 10.                                 | "Magic"                             | Feehily Filan Tom Williams Alexander Charles Scott                                        | Scott                                | 3:20                                |
| 11.                                 | "Always with Me"                    | Feehily Filan Philip Magee Stephen Garrigan Cian MacSweeny                                | Saints + Sinners                     | 3:04                                |
| Tổng thời lượng:                    | Tổng thời lượng:                    | Tổng thời lượng:                                                                          | Tổng thời lượng:                     | 36:59                               |

| Digital and deluxe edition bonus tracks | Digital and deluxe edition bonus tracks            | Digital and deluxe edition bonus tracks |
| STT                                     | Nhan đề                                            | Thời lượng                              |
| --------------------------------------- | -------------------------------------------------- | --------------------------------------- |
| 12.                                     | "World of Our Own" (trực tiếp tại Ulster Hall)     | 4:10                                    |
| 13.                                     | "Uptown Girl" (trực tiếp tại Ulster Hall)          | 3:12                                    |
| 14.                                     | "Flying Without Wings" (trực tiếp tại Ulster Hall) | 4:24                                    |
| 15.                                     | "You Raise Me Up" (trực tiếp tại Ulster Hall)      | 6:50                                    |
| Tổng thời lượng:                        | Tổng thời lượng:                                   | 55:38                                   |

## Xếp hạng
| Bảng xếp hạng (2021)                | Vị trí cao nhất |
| ----------------------------------- | --------------- |
| Album Bỉ (Ultratop Vlaanderen)      | 53              |
| Album Hà Lan (Album Top 100)        | 46              |
| Album Đức (Offizielle Top 100)      | 75              |
| Album Hungaria (MAHASZ)             | 35              |
| Album Ireland (OCC)                 | 2               |
| Album Scotland (OCC)                | 2               |
| Album Thụy Sĩ (Schweizer Hitparade) | 71              |
| Album Anh Quốc (OCC)                | 2               |

| Bảng xếp hạng (2021) | Vị trí |
| -------------------- | ------ |
| Album Anh quốc (OCC) | 90     |

## Chứng nhận
| Quốc gia                                                                           | Chứng nhận | Số đơn vị/doanh số chứng nhận |
| ---------------------------------------------------------------------------------- | ---------- | ----------------------------- |
| Anh Quốc (BPI)                                                                     | Vàng       | 100.000‡                      |
| * Chứng nhận dựa theo doanh số tiêu thụ. ^ Chứng nhận dựa theo doanh số nhập hàng. |            |                               |